# Charles Wood
Charles Wood (...) è uno scenografo ed effettista statunitense.

## Biografia
È famoso per i suoi lavori in Thor: The Dark World (2013), Guardiani della Galassia (2014), Avengers: Age of Ultron (2015), Doctor Strange (2016),  Avengers: Infinity War (2018), Avengers: Endgame (2019) e Black Widow (2020).

## Filmografia

### Scenografo
- Uno contro l'altro, praticamente gemelli, regia di John Paragon (1994)
- The Darkening, regia di William Mesa (1995)
- Mortal Kombat - Distruzione totale, regia di John R. Leonetti (1997)
- The Legionary - Fuga all'inferno, regia di Peter MacDonald (1998)
- La vendetta di Carter, regia di Stephen Kay (2000)
- Driven, regia di Renny Harlin (2001)
- The Italian Job, regia di F. Gary Gray (2003)
- Nella mente del serial killer, regia di Renny Harlin (2004)
- Laws of Attraction - Matrimonio in appello, regia di Peter Howitt (2004)
- The Honeymooners, regia di John Schultz (2005)
- Giovani aquile, regia di Tony Bill (2006)
- Amazing Grace, regia di Michael Apted (2006)
- Tutti pazzi per l'oro, regia di Andy Tennant (2008)
- Love Guru, regia di Marco Schnabel (2008)
- A-Team, regia di Joe Carnahan (2010)
- La furia dei titani, regia di Jonathan Liebesbam (2012)
- Thor: The Dark World, regia di Alan Taylor (2013)
- Guardiani della Galassia, regia di James Gunn (2014)
- Avengers: Age of Ultron, regia di Joss Whedon (2015)
- Doctor Strange, regia di Scott Derrickson (2016)
- Avengers: Infinity War, regia di Anthony e Joe Russo (2018)
- Avengers: Endgame, regia di Anthony e Joe Russo (2019)
- Men in Black: International, regia di F. Gary Gray (2019)
- Black Widow, regia di Cate Shortland (2021)
- Doctor Strange nel Multiverso della Follia (Doctor Strange in the Multiverse of Madness), regia di Sam Raimi (2022)

### Effetti speciali
- Trappola in alto mare, regia di Andrew Davis (1992)
- Il fuggitivo, regia di Andrew Davis (1993)
- Fearless - Senza paura, regia di Peter Weir (1993)
- Trappola al centro della Terra - film TV (1996)